# Napszállta
A Napszállta (nemzetközi angol cím: Sunset) 2018-ban bemutatott magyar–francia filmdráma, Nemes Jeles László második nagyjátékfilmje. Az alkotás meghívást kapott a 75. Velencei Nemzetközi Filmfesztivál versenyszekciójába, valamint a 2018-as Torontói Nemzetközi Filmfesztiválra.

## Cselekménye
A film 1913 nyarán játszódik, az első világháború előtti boldog békeidők utolsó napjaiban. A gyermekkora óta árvaházban nevelkedett Leiter Írisz visszatér Budapestre, az Osztrák–Magyar Monarchia sokszínű és nyüzsgő városába. A lány néhai szülei nagy hírű kalapszalonjában szeretne munkát kapni, ám az új tulajdonos, Brill Oszkár mereven elzárkózik a kérés elől, és mindenáron igyekszik eltávolítani a fiatal nőt a városból.
Éjjel azonban felkeresi őt egy titokzatos férfi, aki bátyja, „Leiter Kálmán” iránt érdeklődik. Írisz ekkor tudja meg, hogy e néven valahol él egy testvére is, akiről mindeddig semmit sem tudott. Nyomozásba kezd, de egyre mélyebbre húzza a város labirintusa. Egyedüli biztos pont a fényes, tündöklő kalapszalon lenne számára, azonban kiderül: a ragyogás valójában sötét titkot rejt. Írisz fokozatosan felfedezi elveszett múltját.

## Szereplők
- Jakab Juli – Leiter Írisz
- Vlad Ivanov – Brill Oszkár
- Susanne Wuest – a hercegnő
- Björn Freiberg – férfi fehérben
- Bárdos Judit – Szeréna
- Balsai Móni – Balsai Müllerné
- Molnár Levente – Gáspár
- Urs Rechn – Ismael
- Zsótér Sándor – Doktor Herz
- Kormos Mihály – a gondnok
- Fodor Tamás – Izidor
- Kulka János – Leopold
- Kertész Péter – szemüveges ember
- Végh Zsolt – 1. rendőr
- Vitanovic Dusán – Balkó
- Székely B. Miklós – fehér szakállas kocsis
- Lázár Kati – öregasszony
- Csépai Eszter – kalaposnő
- Julia Jakubowska – Rédey grófnő
- Christian Harting – Otto von König
- Dobos Evelin – Zelma
- Marcin Czarnik – Sándor
- Moldován Dorottya – Lili
- Tom Pilath – a herceg
- Enrique Keil – monoklis férfi
- Czukor Balázs – Nulla
- Nagy Zsolt – Szilágyi
- Fancsikai Péter – Róbert
- Őze Áron – Jubilee Man
- Uwe Lauer – az ezredes
- Pion István – Otto von König sofőrje
- David Jengibarjan – showman
- Melis László – felszolgáló
- Varga Tamás – 2. halász
- Novák Erik – 2. játékos
- Orbán Levente – óriás kocsis
- Dino Benjamin – Andor
- Terhes Sándor – Braun
- Menszátor Héresz Attila – rendőrtiszt
- Patkós Márton – gyorskocsis

## Háttere
Nemes Jeles László e filmjét nagyrészt azokkal az alkotókkal és szakemberekkel együtt készítette, akikkel első filmjén, a Saul fián is dolgozott.
A Napszállta a Laokoon Filmgroup gyártásában, a francia Playtime-mal koprodukcióban készült, 90%–10% arányban. Vezető producerei Sipos Gábor és Rajna Gábor voltak, a francia koproducerek pedig François Yon, Nicolas Brigaud-Robert, Valéry Guibal.
Az alkotás a Magyar Nemzeti Filmalap hathatós támogatásával készült el. A gyártó Laokoon Film Arts Kft. a forgatókönyv fejlesztésére 21 933 000, gyártás-előkészítésre 64 978 400, gyártásra pedig 1 590 000 000 forint összegű pályázatot nyert el. Ezen felül a forgalmazó Mozinet Kft. 20 000 000 Ft-ot kapott a marketingre. További támogatást nyújtott a magyarországi filmszakma, az Eurimages, az Aide aux Cinémas du Monde – Centre National du Cinéma et de l'image Animée – Institut Français, az Indéfilms 6, a Kreatív Európa – MEDIA és a TorinoFilmLab.
A Napszállta forgatása 53 napon keresztül zajlott budapesti és vidéki (például iszkaszentgyörgyi) helyszíneken. A tervek szerint a filmet 2018 nyarán mutatták volna be; a magyar bemutató végül szeptemberre tolódott.
A filmdrámát már a világpremier előtt közel 70 ország filmforgalmazója vásárolta meg. Hazai forgalmazását a Mozinet, a nemzetközi forgalmazást és a fesztiválrészvételek szervezését a francia Playtime nemzetközi ügynökség végzi.

## Díjai és elismerései
- 2018: jelölés – Arany Oroszlán (75. Velencei Nemzetközi Filmfesztivál)
- 2018: FIPRESCI-díj (75. Velencei Nemzetközi Filmfesztivál)
- 2018: Eurimages díj a legjobb európai koprodukciónak (15. Sevillai Európai Filmfesztivál)[8]